# Buffalo (Texas)
Buffalo is een plaats (city) in de Amerikaanse staat Texas, en valt bestuurlijk gezien onder Leon County.

## Demografie
Bij de volkstelling in 2000 werd het aantal inwoners vastgesteld op 1804.
In 2006 is het aantal inwoners door het United States Census Bureau geschat op 1941, een stijging van 137 (7,6%).

## Geografie
Volgens het United States Census Bureau beslaat de plaats een oppervlakte van
10,4 km², geheel bestaande uit land. Buffalo ligt op ongeveer 117 m boven zeeniveau.

## Plaatsen in de nabije omgeving
De onderstaande figuur toont nabijgelegen plaatsen in een straal van 32 km rond Buffalo.